# Maruja Troncoso Ortega
Maruja Troncoso Ortega (Jerez de la Frontera, 18 de janeiro de 1937) é uma soprano lírica e catedrática de canto espanhola. 

## Biografia
Nasceu no seio de uma família relacionada com a música. Seu pai, Claudio Troncoso, era violinista e director da Banda Municipal de Arcos de la Frontera. Desde muito jovem sentiu atracção pelo mundo do espectáculo, fazendo parte da Sociedade Amigos da Arte de Jerez, que faziam teatro amador, actuando em numerosas ocasiões no teatro Villamarta de Jerez.
Estudou violino com José Martínez Carmé e canto com Francisco Martín Soto (Curro), para apresentar-se como aluna livre às provas do Grau Médio de violino e Grau Superior de canto no Conservatório Superior de Música de Sevilha, obtendo o Prémio Extraordinário Fim de Carreira na Especialidade de canto.

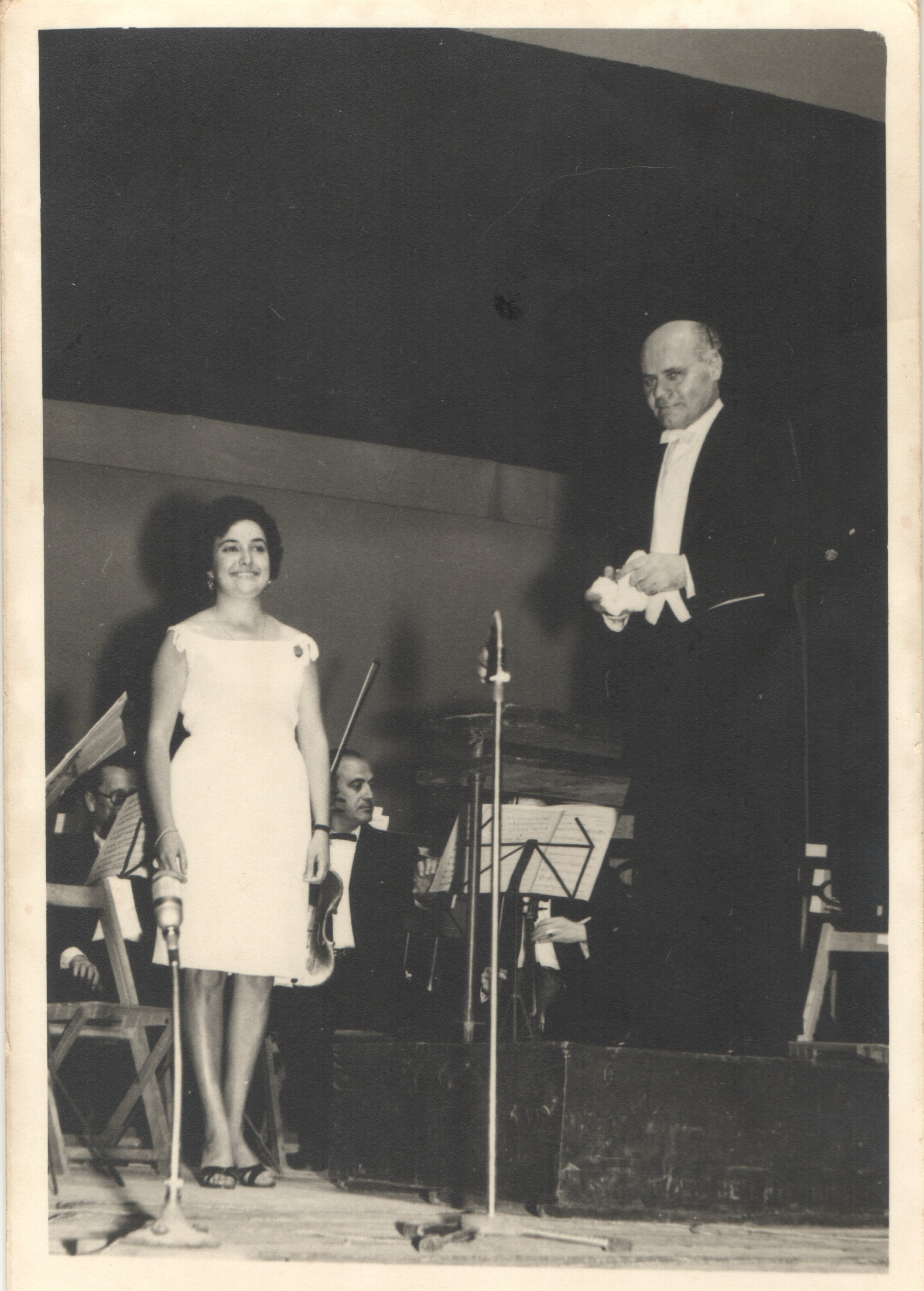
em Concerto

Sua estreia como cantor foi no Orfeão jerezano, com o que participou em numerosos concertos: zarzuelas, música Sacra e algumas novidades como As três Cantigas de Alfonso X o Sabio. Também destacou a sua participação com o agrupamento Aficionados Líricos Reunidos, que actuavam a cada domingo no teatro Villamarta, promovido por Agustín Brotón.
Aos 28 anos mudou-se a Madrid, à procura de novos horizontes onde desenvolver a sua carreira, e continuou estudando com Miguel García Barroso. Apresentou-se à convocação pública para o rendimento no Coro de RTVE, obtendo praça. Ali teve a oportunidade de cantar baixo a batuta de Igor Markevitch, Nadia Boulanger, Odón Alonso, Ros Marbá, Frühbeck de Burgos ou García Asensi, entre outros. Em 1967 entrou a fazer parte da Companhia Lírica Amadeo Vives, dirigida por José Tamayo, actuando nos Festivais de Verão em Madrid, Barcelona e Sevilha, com a Antologia da Zarzuela durante vários anos. Posteriormente fez parte da Companhia do Teatro da Zarzuela de Madrid.
Obteve a praça de professora de Canto do Conservatório de Sevilha em 1982, e posteriormente promoveu à Cátedra. Tem colaborado na selecção dos integrantes do Coro do Teatro Villamarta de Jerez da Fronteira, onde deu um curso de canto.
Tem publicada uma lição magistral A voz humana e o canto lírico.

## Repertório

### Zarzuela
- A verbena da Pomba
- A revoltosa
- A do manojo de Rosas
- A rainha Mora
- Água, azucarrillos e aguardiente
- Os gavilanes
- A viejecita
- A canção do esquecimento
- A corte de Faraón
- A Taberneira do Porto
- Bohemios
- A Parranda
- Pan e Touros
- Luisa Fernanda
- O Caserío

### Opereta
- Morcegos de Johann Strauss[5]

## Prémios e distinções
- Prémio de interpretação de ópera italiana pelo Instituto de Cultura Italiana
- Bolsa para estudar com Gina Cigna em Milão
- Membro da Real Academia San Dionisio de Ciências, Artes e Letras (desde 2001)[6]

## Alunos destacados
- Alicia Molina García, soprano (Baza).[7]
- María del Valle Duque Vassal'lo.[8]
- Angel Hortas, Director da Capilla musical catedralícia de Jerez e organista (Jerez de la Frontera).[9]
- Rosa María de Alba, soprano (San Fernando).[10]
- Pilar Marchena, cantaora flamenca (Marchena).[11]
- Elisa Beltrán, soprano (Ilha Cristina).[12]
- Rosario Hidalgo López, Directora do Centro de Estudios Artísticos Triarte (Málaga).[13]
- Amanda Serna, soprano (Sevilha).[14]